# مدرسة بادوفا
مدرسة بادوفا Scuola di Padova من مدارس علم النفس. وهي نسبة إلى جامعة بادوفا في إيطاليا، والتي تقع بالقرب من مدينة البندقية. وقد أطلق هذا الاسم - مدرسة بادوفا - على مجموعة تلك الأفكار النفسية العالم أرنست رينان، وقد أطلقه نسبة إلى أساتذه هذه الجامعة الإيطالية. وقد امتدت تعاليم تلك المدرسة خلال القرون الميلادية: الرابع عشر والخامس عشر والسادس عشر.

## أفكارهم
- تبنوا النزعة الوضعية في الفكر.
- تركزت بحوثهم في العمليات العقلية للإنسان.
- تبنوا رأي الفيلسوف أرسطو في النفس.
- تبنوا التجريب في مباحثهم النفسية.

## أبرز الأعلام
- أرنست رينان.
- بومبوناتنزي، وهو صاحب كتاب «في خلود النفس».

## المصدر
- Medievalia et Humanistica - Vol. 9